# Henri Michelli
Henri Michelli, né à Saint-Gilles (Bruxelles), le 1er mai 1897 et mort à une date inconnue, est un résistant de la Seconde Guerre mondiale qui œuvre au sein de plusieurs réseaux de résistance belges. En septembre 1941, il intègre le Réseau Comète. En mai 1942, en remplacement de Frédéric De Jongh parti pour Paris, il assure la coordination à Bruxelles du Réseau. Rapidement trahi, il est arrêté et déporté au camp de concentration de Dachau dont il est libéré en avril 1945.

## Éléments biographiques
Henri Michelli naît dans la commune bruxelloise de Saint-Gilles, le 1er mai 1897. Après ses humanités il fait des études en comptabilité. Vétéran de la Première Guerre mondiale, il s'investit de bonne heure dans la résistance belge lorsque la Seconde éclate. Il prend part au renseignement et participe à des sabotages. En septembre 1941, il rencontre Frédéric De Jongh qui lui explique que sa fille Andrée De Jongh a créé une filière d'exfiltration vers l'Espagne et l'Angleterre et que le contact est établi avec le MI9. Ces derniers financent les exfiltrations a posteriori, plongeant le réseau dans des difficultés de trésorerie. « De combien avez-vous besoin ? » lui rétorque Henri Michelli. « 50 000 francs belges » précisant qu'il ne lui demande pas la totalité, seulement une contribution. Henri Michelli lui prête la totalité de la somme. Il intègre ainsi le réseau Comète naissant qui s'appelle alors la « ligne DD ». Sa maison devient une Safe house où il héberge des pilotes alliés en attente d'un billet de retour chez eux en Angleterre.
En août 1941, Arnold Deppé avait été arrêté par les Allemands avec un groupe de six officiers belges tentant de rallier Londres. Andrée De Jongh ayant pris un autre itinéraire est parvenue à rejoindre les Pyrénées et à atteindre le consulat de Bilbao. Deppé a été trahis par un agent-double à la solde de l'Abwehr qui donne un signalement d'Andrée aux Allemands. Ses parents sont alors interrogés par la Gestapo mais ils ne sont pas inquiétés davantage. Andrée De Jongh ne peut plus rentrer en Belgique, elle loge chez Charles Morelle qui assure bien vite les navettes Bruxelles-Paris avec d'autres passeurs comme Andrée Dumon. La sécurité de Frédéric De Jongh étant compromise à Bruxelles, sa fille le presse de quitter Bruxelles et de s'installer à Paris. Il ne peut s'y résoudre tant qu'il n'a pas formé sa relève. Cette relève n'est autre qu'Henri Michelli qui devient son adjoint en février 1942. Henri Michelli héberge alors chez lui Frédéric De Jongh,.

### L'Affaire Michelli
Henri Michelli ignore que la Geheime Feldpolizei de la Luftwaffe en charge de mener le contre-espionnage dans ce dossier a des agents infiltrés dans le réseau. Prosper Dezitter et sa maîtresse Florentine Giralt sont parvenus sous couvert d'avoir pris part à la presse clandestine à orbiter à proximité immédiate du cœur du réseau bruxellois. Le 30 avril 1942, Frédéric De Jongh quitte définitivement Bruxelles laissant la coordination à Henri Michelli tandis que lui coordonnera le réseau parisien,,.
Le dimanche 3 mai 1942, Henri Michelli rencontre Jean Greindl pour lui demander de le seconder dans l'énorme tâche qui est désormais la sienne, il accepte.
Six jours après sa prise de fonction, le 6 mai 1942, imprudent, Henri Michelli convie chez lui pour un dîner, Charles Morelle, Gérard Waucquez, alias « Jolimont », et deux autres agents parachutés depuis Londres.  Le jour même, Henri Michelli reçoit la visite de Madame R. que Frédéric De Jongh connaissait bien accompagnée de Florentine Giralt, elles sont toutes deux bien informées de la réunion du soir. Lorsque tous sont là, vers 20 heures, une quinzaine de soldats allemands accompagne Florentine Giralt et font irruption. Tous sont arrêtés,.
Plus d'une centaine d'arrestations suivront, les Allemands étant parvenu à infiltrer le réseau et à retourner un de ses agents, Eugène Sterckmans qui, à lui seul, a dénoncé plus de 120 personnes. Le réseau bruxellois ne tient plus qu'à quelques fils ténus. Plus personne ne le coordonne et le lien avec Paris est rompu.
Robert Roberts-Jones, également membre du réseau, n'a de cesse d'échafauder des plans pour faire évader Henri Michelli de la prison de Saint-Gilles où il est détenu. Il est sur le point d'y parvenir en novembre 1942, ayant soudoyé deux officiers allemands et deux geôliers pour organiser un vrai faux transfert pour interrogatoire. La Gestapo à Berlin évente l'affaire à la suite d'indiscrétions commises par les deux officiers. Henri Michelli sera interrogé à la Rue Traversière jusqu'en juin 1943. Durant ses interrogatoires, il invente le personnage d'Albert Legrand, supposé chef absolu du réseau, le pilotant depuis Montpellier où il réside au no 1 de la Rue de Verdun,.
Henri Michelli, sans avoir été jugé, est déporté le 1er août 1943. Il rencontre alors pour la première fois dans ce même transport Andrée De Jongh et Nicolas Monami. Il connait tout d'abord la prison d'Essen et deux autres avant d'arriver à Dachau dont il est libéré, le 29 avril 1945 par les troupes américaines.

## Publications
- Henri Michelli, Comptabilité des assurances, par Henri Michelli, ... Exposé et raisonnement, principes d'organisation, à l'usage de la pratique et de l'enseignement. 1re édition, Dunod, 1924 (lire en ligne)

## Reconnaissances
- Médaille de la Liberté avec palme de bronze.

Citation : Henri Michelli, citoyen belge, pour son courage et son dévouement exceptionnels à la cause des Nations Unies de novembre 1941 à mai 1942. L'un des principaux responsables de la section belge de l'organisation d'évasion Comet, il prit une part active à l'évacuation du territoire belge d'un grand nombre d'aviateurs alliés abattus en combat aérien. Au péril de sa vie, il hébergea des aviateurs chez lui, parcourut les régions de province afin de créer des voies sûres pour rassembler les aviateurs du pays et les amener à Bruxelles et, lorsque son chef fut contraint de fuir, prit le commandement de toute l'organisation. Arrêté et déporté, il fut emprisonné trois ans en Allemagne pour avoir résisté à l'ennemi. Sa contribution à la victoire alliée fut inestimable et les Nations Unies lui doivent l'expression de leur haute estime et de leur gratitude.